# Юзеф Слонецький
Ю́зеф Е́міль Слоне́цький (пол. Józef Emil Słonecki; нар. 11 серпня 1899, Львів — пом. 1 жовтня 1970, Битом, Польща) — польський футболіст, згодом — футбольний тренер. Нападник, грав за «Поґонь» (Львів) та італійську «Едеру» (Трієст). Триразовий чемпіон Польщі: 1922, 1923, 1925. Зіграв 6 матчів за збірну Польщі (1923-1925).
Талановитий нападник у 16-літньому віці вже грав за головну команду «Поґоні» (Львів). Коли служив у збройних силах Австро-Угорщини, дезертирував на територію Італії, провів кілька ігор за футбольний клуб «Торіно». Повернувшись до Львова разом із клубом тричі здобував чемпіонство Польщі — в 1922, 1923 та 1925 роках.
Коли 1925 року австрійського тренера «Поґоні» Карла Фішера запрошено тренувати італійський клуб «Едера» (Трієст), то разом із наставником до Трієста вирішили перейти Юзеф Слонецький і Еміль Ґерліц, ставши першими польськими футболістами-професіоналами. У 1927-1929 роках продовжив виступи за львівських «поганячів». «Юзько» був популярний серед львівських уболівальників.
Упродовж 1931—1932 років тренував «Унію» (Люблін). Пізніше тренував «Спартак» (Львів), «Заґлембє» Сосновець (перший післявоєнний тренер цього клубу), «Спарту» (Ґлівіце), молодіжну та головну команди «Полонії» (Битом). У Битомі заснував першу в Польщі футбольну школу. Фахівці відзначали його вміння шукати та виховувати молоді таланти. Серед футболістів, які пройшли через школу Слонецького, такі гравці збірної Польщі як Зиґмунт Анчок, Ян Ліберда чи Єжи Юзв'як.
З 1958 року працював наставником провінційного «П'ясту» (Цєшин), з яким у вересні того року досяг найбільшого успіху в історії клубу — виходу до III ліги (третя за силою ліга Польщі), де «П'яст» провів два сезони (1959 і 1960).